# 't Broek (Mierlo)
 't Broek (ook: Het Broek) is een gehucht en een beschermd dorpsgezicht van Mierlo in de gemeente Geldrop-Mierlo, in de Nederlandse provincie Noord-Brabant. 
De langgerekte buurtschap bestaat vooral uit langgevelboerderijen uit de periode tussen 1870 en 1920, die voor een deel nog de structuur van de oorspronkelijke nederzetting laten zien. Al in de middeleeuwen was het Broek een gehucht van aanzien. Tot 1397 was het een zelfstandige gemeenschap, die niet behoorde tot de Heerlijkheid Mierlo maar rechtstreeks onder het gebied van de hertog van Brabant viel.
De omgeving van 't Broek bestaat vooral uit landbouwgebied, met in het zuiden de Luchense Wetering, de bovenloop van de Hooidonkse Beek. In het westen bevindt zich dierentuin Dierenrijk en het Landgoed De Gulbergen op en nabij de voormalige vuilstort van de Regionale Afvalverwerkingsmaatschappij Zuidoost Brabant (RAZOB). 't Broek ligt in het buffergebied tussen de agglomeraties Eindhoven en Helmond, en niet ver van de nieuwbouwwijk Brandevoort.
Dorpen: Geldrop · Hoog Geldrop · Mierlo 

Buurtschappen: Bekelaar · 't Broek · De Loo · Genoenhuis · Goor . Gijzenrooi · Heiderschoor · Hout · Hulst · Loeswijk · Luchen · Overakker · Trimpert · Voortje

Wijken van Geldrop: Akert · Braakhuizen-Noord · Braakhuizen-Zuid · Centrum · Coevering · Gijzenrooi · Skandia 

Noord-Brabant: Steden en dorpen      Nederland: Provincies · Gemeenten